# Миикэ (княжество)

Мон рода Татибана

Княжество Миикэ (яп. 三池藩 Миикэ-хан) — феодальное княжество (хан) в Японии периода Эдо (1621—1806, 1868—1871). Миикэ-хан располагался в провинции Тикуго (современная префектура Фукуока) на острове Кюсю.

## Краткая история

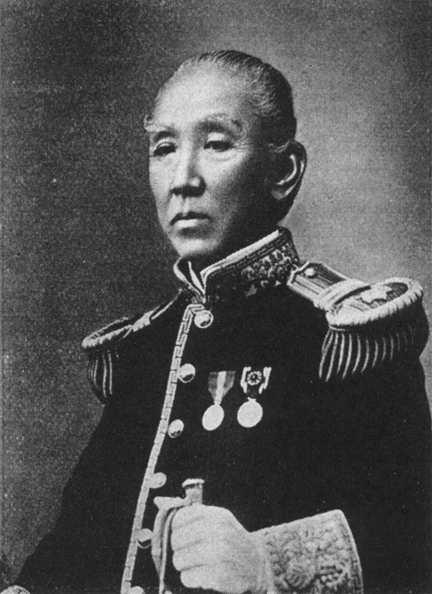
Татибана Танеюки, последний даймё Миикэ-хана (1868—1871)

- Административный центр: город Миикэ (современный город Омута префектуры Фукуока).

- Доход хана: 10.000 коку риса

- Княжество управлялось родом Татибана, который принадлежал к тодзама-даймё и имел статус правителя лагеря (陣屋). Главы рода имели право присутствовать в хризантемовом зале сёгуна.

- В 1806 году Миикэ-хан был ликвидирован, Татибана Танэёси, 7-й даймё Миикэ-хана, был переведен в Симотэдо-хан в провинции Муцу. В 1868 году княжество Миикэ было вторично восстановлено, но в 1871 году окончательно ликвидирован после административно-политической реформы. Территория княжества была включена в префектуру Фукуока.

## Даймё Миикэ-хана
| № | Имя и годы жизни               | Имя и годы жизни | Годы правления | Ранг, титул     | Примечания                               |
| - | ------------------------------ | ---------------- | -------------- | --------------- | ---------------------------------------- |
| 1 | Татибана Танецугу (1604—1630)  | 立花種次         | 1621 — 1630    | 従五位下 主膳正 | Второй сын Татибаны Сигетанэ (1572—1617) |
| 2 | Татибана Таненага (1625—1711)  | 立花種長         | 1630 — 1682    | 従五位下 和泉守 | Старший сын Татибаны Танецугу            |
| 3 | Татибана Танэакира (1644—1699) | 立花種明         | 1682 — 1699    | 従五位下 主膳正 | Старший сын Татибаны Таненаги            |
| 4 | Татибана Цуранага (1687—1747)  | 立花貫長         | 1699 — 1747    | 従五位下 出雲守 | Старший сын Татибаны Танэакиры           |
| 5 | Татибана Нагахиро (1720—1778)  | 立花長煕         | 1747 — 1762    | 従五位下 和泉守 | Старший сын Татибаны Ясунаги             |
| 6 | Татибана Танетика (1744—1809)  | 立花種周         | 1762 — 1805    | 従五位下 出雲守 | Второй сын Татибаны Нагахиро             |
| 7 | Татибана Танэёси (1794—1833)   | 立花種善         | 1805 — 1806    | 従五位下 豊前守 | Четвертый сын Татибаны Танетики          |
| 8 | Татибана Танеюки (1836—1905)   | 立花種恭         | 1868 — 1871    | 従二位 出雲守   | Сын Татибаны Танемити                    |